# Kroisos-Kouros

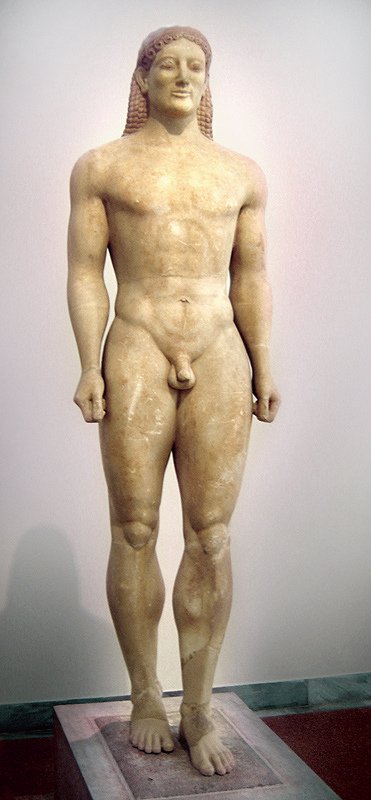
Frontalansicht des Kroisos-Kouros

Als Kroisos-Kouros, auch Kouros von Anavyssos wird eine Statue eines jungen Mannes (Kouros) bezeichnet, die im Archäologischen Nationalmuseum Athen ausgestellt wird und um das Jahr 530 v. Chr. datiert wird. Sie gilt als eine der am besten erhaltenen Arbeiten ihrer Zeit.

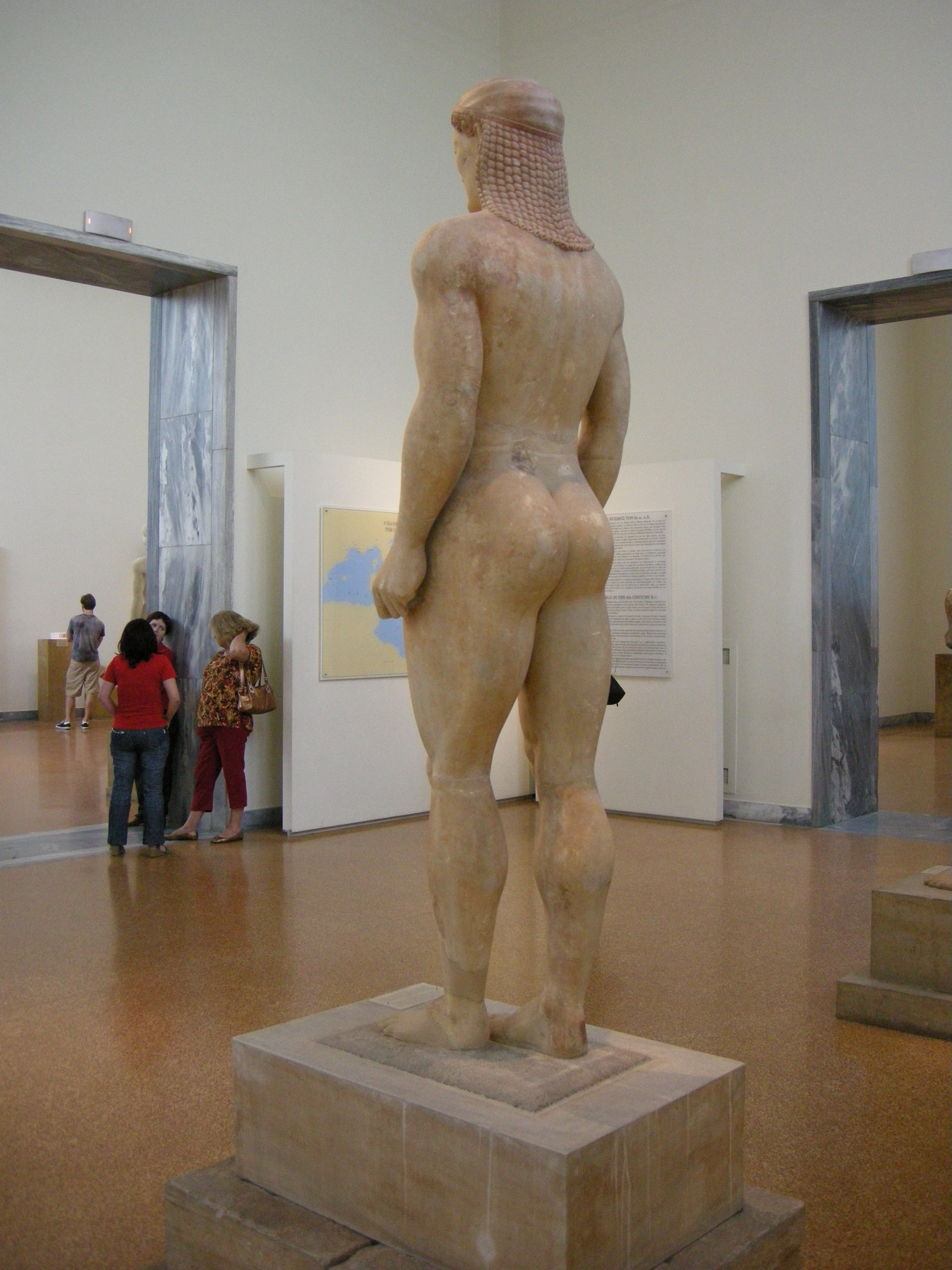
Rückansicht des Kroisos-Kouros

Der Kouros ist fragmentiert überliefert und auch nach der Auffindung nochmals zerstört worden. Er ist heute wieder zusammengefügt. Brüche finden sich in der Hüfte, bei den Armen und den Beinen, insbesondere den Füßen und den Knien. Teile des linken Unterbeines und die Füße ab dem Metatarsus. Trotz der Brüche und Fehlstellen macht die Statue in ihrer Erhaltung einen außergewöhnlich guten Eindruck. Der nackte Jüngling zeigt die normale Haltung eines Kouros: ruhiger Kopf auf einem ruhigen Oberkörper, die Arme hängen mit geballten Fäusten bewegungslos an den Seiten des Oberkörpers hinab, das Gewicht ruht gleichmäßig auf beiden Füßen, von denen der linke vorgesetzt, der rechte leicht zurückgesetzt ist. (Die manchmal zu lesende Beschreibung, das rechte Bein fungiere als Stand-, das linke als Spielbein, ist falsch, da diese Bezeichnungen erst für ponderierte Statuen der klassischen Epoche und späterer Zeiten zutreffen). Trotz der kanonischen Darstellungsweise wohnen der Statue dennoch eine unübliche Dynamik und innere Bewegung, aber auch Majestät und Kraft inne. Es ist eine der frühen Arbeiten, die den Weg zur späteren klassischen Kunst weisen. Die Muskeln sind sichtbar herausgearbeitet, vor allem die der Beine und hier wiederum ganz besonders der Quadriceps femoris (über der Kniescheibe), der Musculus gastrocnemius (Wade) und die Adduktoren. Auffallend ist, dass die Muskeln am Oberkörper weitaus weniger ausgearbeitet sind. Das Haar ist mit einem Band zusammengehalten und fällt sanft hinter dem Kopf den Rücken hinunter. Wie bei Kouroi üblich ist das Haar aufwändig mit vielen kleinen Löckchen und Strähnen gestaltet, die die Form kleiner Schnecken haben. Die Augen haben die typische Mandelform und der Mund zeigt das ebenfalls typische „archaische Lächeln“.
Der Kroisos-Kouros markierte ein Grab in der Nekropole von Anavyssos in Attika, wo er 1937 bei illegalen Grabungen gefunden wurde. Er wurde in zwei Teile zersägt und nach Paris geschmuggelt. Ein Jahr später wurde er wieder an Griechenland zurückgegeben und befindet sich seitdem mit der Inventarnummer 3851 im Archäologischen Nationalmuseum in Athen. Seinen Namen erhielt der Kouros nach einer Inschrift in Epigrammform, die auf der mittleren Stufe des Sockels angebracht war:
```
ΣΤΕΘΙ ΚΑΙ ΟΙΚΤΙΡΟΝ ΚΡΟΙΣΟ   
ΠΑΡΑ ΣΕΜΑ ΘΑΝΟΝΤΟΣ ΗΟΝ      
ΠΟΤ' ΕΝΙ ΠΡΟΜΑΧΟΙΣ ΟΛΕΣΕ    
ΘΟΡΟΣ ΑΡΕΣ                  
```

Stehe und trauere am Monument des toten Kroisos, den der gewalttätige Ares zerstörte, als er in der ersten Reihe kämpfte
Der Tote war demnach ein junger Mann namens Kroisos, der in einer Schlacht gefallen war. Vom Sockel ist nur noch der mittlere Teil mit der Inschrift erhalten. Die Statue aus Parischem Marmor ist 1,94 Meter hoch. Die attische Arbeit wird in die Zeit zwischen 540 und 515 v. Chr., wohl am ehesten um das Jahr 530 v. Chr., datiert.